# Jytte Hilden
Jytte Hilden, född Jensen 12 september 1942 i Lyngby, är en dansk socialdemokratisk politiker och före detta kulturminister och forskningsminister.
Hilden har varit en framträdande gestalt inom dansk politik. Hon har många gånger genom sin politik och sin person blivit mycket omdebatterad och många gånger hårt kritiserad. Hon har utmärkt sig som en färgstark politiker, särskilt som kulturminister i Poul Nyrup Rasmussens regeringar, där hennes avvikande uppfattningar om vad som är kultur gick stick i stäv mot många etablerade politikers, kommentatorers och kulturpersonligheters definitioner av kulturbegreppet. Hon har även blivit kritiserad inom den danska socialdemokratin och den danska arbetarrörelsen, inte minst av Poul Nyrup Rasmussen, för sin syn på välfärdssamhället och förhållandet mellan offentliga och privata tjänster.
Hilden är fortfarande synlig i den politiska debatten i Danmark, både som föreläsare och debattör, och även som ordförande för den centrum-vänsterinriktade tankesmedjan CEVEA.

## Uppväxt och tidig karriär
Jytte Hilden föddes in i en välbärgad och akademisk Köpenhamnsfamilj. Fadern, Jørgen Andreas Jensen, var underdirektör och modern, Gudrun Schmeltzer Andersen, var högskolelärare. Båda föräldrarna var engagerade inom Det Konservative Folkeparti, fadern var en av partiets invalda i folketinget, medan modern var ordförande för partiets kvinnoförbund.
Hilden gick i skolan i Birkerød och tog 1960 studenten på den matematiska linjen på Rungsted Statsskole (numera Rungsted Gymnasium sedan 1986). Året efter blev hon truppförare för flickscouterna i Folehave i Hørsholm. Hon genomförde därefter en utbildning som kemiingenjör vid Danmarks Tekniske Højskole och tog examen 1966. Dessförinnan hade hon kombinerat studierna med att ingå äktenskap med redaktionschefen Hans Peter Hilden 1964 och bli en ung mor, vid en ålder av 22 år. Dottern Ida föddes samma år som paret Hilden ingått äktenskap. Samma år som Jytte Hilden tog sin examen fick paret sitt andra barn, dottern Ulla. Direkt efter att ha avslutat sina studier tog Jytte Hilden anställning som forskare vid högskolans Organisk Kemiska Laboratorium, och året efter blev hon sekreterare vid Akademiet for de Tekniske Videnskaber. 1968 bytte hon än en gång jobb och blev adjunkt i kemi, fysik och naturkunskap vid Gladsaxe Gymnasium. Hon har även undervisat i matematik.
Äktenskapet med Hans Peter Hilden kom inte att vara i många år och deras vägar skildes åt 1968. Hon träffade universitetslektorn Johny Leisner, med vilken hon blev samboende 1969. Med honom fick hon sonen Jacob (1970) och dottern Eva (1971). Paret kom att ingå äktenskap 1977. 1972 kom hon att bytte hon arbete igen och blev adjunkt, och senare lektor, vid Nørre Gymnasium, en anställning hon kom att behålla fram till 1982. Under denna tid kom hon att delta i den rådande debatten om den danska gymnasieskolan. Hon kom till och med att påverka debatten inifrån genom att bli redaktör för tidskriften Gymnasieskolen 1971, vilket hon kom att vara fram till 1976.
År 1983 tog Hilden ut skilsmässa för andra gången. Samma år kom hon att anställas som rektor vid Roskilde Katedralskole. I samband med att hon valdes in i folketinget vid valet 1984, fick Hilden tjänstledigt från skolan. Hon var skolans rektor fram till 1993.
1987–2004 var Hilden gift med partikamraten och den före detta finans- och utrikesministern Mogens Lykketoft.

## Politiskt engagemang och karriär 1974–1993

### Som kommun- och folketingspolitiker
Efter att ha avslutat ingenjörsstudierna blev Hilden både medlem i styrelsen för Dansk Kvindesamfunds ungdomskrets och i styrelsen för Dansk Kvindesamfunds Ungdomsskole, där hon blev fram till nästföljande år. Hon blev sedan medlem i styrelsen för Magistrenes Pensionskasse 1974, och var det fram till 1976. I samband med föregående medlemskap blev hon även medlem i styrelsen för Magistrenes arbejdsløshedkasse 1975, där hon satt fram till 1977. Under samma period var hon även medlem av Det Faglige Landsudvalg for Naturvidenskaberne till 1979, där hon bl.a. intog ståndpunkten att miljöfrågor skulle få mer plats i skolornas undervisning.
Hilden gick med i Socialdemokraterne 1974 och under denna period uttalade hon sin sympati för den danska rödstrumperörelsen, en del av kvinnorörelsen som var mycket aktiv under 1970-talet. Hildens politiska karriär skulle börja som medlem av kommunstyrelsen i Karlebo byråd 1978–1979. Det dröjde inte länge innan hon ställde upp som kandidat till folketinget. Hon blev invald för sitt parti i Frederiksborg amt (Fredensborgkretsen) 1979–1981 samt Vestsjællands amt (Kalundborgkretsen) 1984–1998. Under 1980-talets början var Hilden medlem i Mellemfolkeligt Samvirke, en organisation som har som uppdrag att bekämpa fattigdomen i världen. Hon var även medlem i Planlægningsrådet for Forskningen 1982–1984 och i Landsforeningen Ungdomsringen 1983–1986, som är en paraplyorganisation för alla fritidsklubbar för ungdomar i Danmark. Vad gäller den första av de två så intog Hilden ståndpunkten att miljöfrågor skulle få mer plats i skolornas undervisning.
Hilden tillhörde vänsterfalangen inom den danska socialdemokratin i en tid där partiet präglades av interna konflikter. Gräsrotsrörelser pressade partiet samtidigt som 1970- och det tidiga 1980-talets socialdemokratiska regeringar under Anker Jørgensen brottades med en skuldsatt ekonomi, lågkonjunktur och stigande arbetslöshet. Samtidigt blossade det i Danmark upp en debatt om införande av kärnkraft i landet samt en medföljande debatt om kärnvapen. Hilden var vid denna tid medlem av folketingets energiutskott och motsatte sig införandet av kärnkraft. Hon var således en del av det alternativa flertalet i folketinget, bestående av politiker från Socialdemokraterne, Socialistisk Folkeparti, Det Radikale Venstre och Venstresocialisterne, som förhindrade att kärnkraft infördes till Danmark som energikälla. Hilden var således en förespråkare av satsningar på utbyggnad av förnyelsebara energikällor. Hon har även varit Socialdemokraternes forskningspolitiska ordförande i folketinget och varit medlem av skatteutskottet.
Under perioden 1986–1991 var Hilden medlem av Ligningsrådet (danska: taxeringsrådet), som var en av Danmarks högsta myndigheter på skatteområdet. 1987–1993 var hon socialpolitisk koordinator och ordförande. Under perioden 1990–1993 var hon även ordförande i styrelsen för Sofie Rifbjerg Efterskole, en skola för elever med särskilda undervisningsbehov, och i styrelsen för Mødrehjælpen af 1983, en institution som erbjuder stöd till bl.a. ensamstående föräldrar, gravida kvinnor och barnfamiljer.

### Hilden och fredsrörelsen
Vad gällde kärnvapen förespråkade Hilden en nedrustning. Hon kom också att aktivt delta i försvars- och säkerhetspolitiken, varvid hon gjorde ett mycket uppmärksammat uttalande: “USA ud af NATO.” - USA ut ur NATO, ett uttalande som inte blev omtalat bara i Danmark. I gengäld förespråkade Hilden att de europeiska länderna, på båda sidor om järnridån, borde samarbeta inom säkerhetspolitiken och bilda ett alternativ till Nato, som endast var en försvarspakt mellan länder som tillhörde västvärlden. Hilden var i samband med detta medlem av Samarbejdskomitéen for Fred og Sikkerhed (SAK), en fredsorganisation som dock endast arbetade emot Natos, och inte Sovjetunionens, upprustning av atomvapen, vilket bl.a. hade sin grund i att kommittén stiftades i Moskva 1974 och var under starkt inflytande från Danmarks Kommunistiske Parti (DKP). Under sitt medlemskap var Hilden en av dem som förespråkade att Norden skulle förklaras som en kärnvapenfri zon, vilket bottnade i ett förslag som lades fram av Sovjetunionen 1958, ett förslag som anammades av det danska socialdemokratiska partiet i början av 1980-talet. Hon lämnade dock kommittén 1981 efter att den inte ville ta avstånd från Sovjetunionens invasion av Afghanistan. Hon var även medlem av Socialdemokraternas interna fredsorganisation, Socialdemokrater mod Atomvåben og Militarisme (SAM), som likt SAK hade en kritisk hållning gentemot USA och Nato och som dessutom hade kontakter med Östtyskland. Hon samverkade även med fredsorganisationen Kvinder for Fred, bl.a. som talare vid dess fredsmarsch i Gladsaxe 1981 (tillsammans med den norska arbetsministern Eva Nordland).
Till en början hamnade Hilden mer eller mindre på kant med sitt eget parti inom säkerhetspolitiken. I en artikel i partitidningen Ny Politik från 1979 anklagade hon det socialdemokratiska partiet för att vara pragmatiskt när det kom till kärnvapenfrågan, och att det i praktiken inte följde det uttalade målet om nedrustning. Hon menade att partiet tydligt skulle ta avstånd från "militarism och kapprustning", som hon benämnde som "denna världens vanvett och människans dårskap". I en artikel i tabloidtidningen B.T. uppmanade Hilden till "en folklig storm av protester mot denna världens vanvett - kapprustningen".

### Hildens förhållande till kommunismen
Vid tiden kring Sovjetunionens fall, efter att Mikhail Gorbatjov tillträtt som president, övergavs den sovjetiska atomvapenpolitiken. Stödet, både ekonomiskt och politiskt, till de organisationer i västeuropeiska länder som förespråkade den sovjetiska säkerhetspolitiken och delade dess motstånd till Nato upphörde. De danska fredsorganisationer som stödde denna politik förlorade således sitt politiska underlag, däribland förespråkandet för Norden som en kärnvapenfri zon, då den sovjetiska försvarspolitiken genomgick en kursändring. Detta fick många ledande socialdemokrater i Danmark att opponera sig emot isär de baltiska sovjetrepublikernas strävanden efter självständighet, däribland Jytte Hilden men även Ritt Bjerregaard, Mogens Lykketoft och Svend Auken. I en artikel i Dagbladet Politiken 1989 uppfordrade Hilden och Lykketoft gemensamt västeuropa att "öppna för största möjliga mänskliga och ekonomiska samkväm med dem som vill bevara självstyret under Sovjetunionen". Hilden och Lykketoft hade tidigare uttryckt sig positivt gentemot stater som styrdes av kommunistiska partier. 1987 blev de båda inviterade till ett två veckor långt besök på Kuba av Kubas kommunistiska parti, varefter de i en artikel i Aktuelt (under sin existens utgavs tidningen av den danska arbetarrörelsen) lovordade den kubanska "samba-socialismen". De motiverade sin positiva inställning till landets styre med att den kubanska revolutionen, enligt dem, var det kubanska folkets egna val och att det kommunistiska styret därmed inte var påtvingad. I artikeln uttryckte de båda även stöd för Fidel Castros satsningar på landets militär på grund av hoten från CIA.

## Ministerperioderna 1993–1998

### Kulturminister 1993–1996

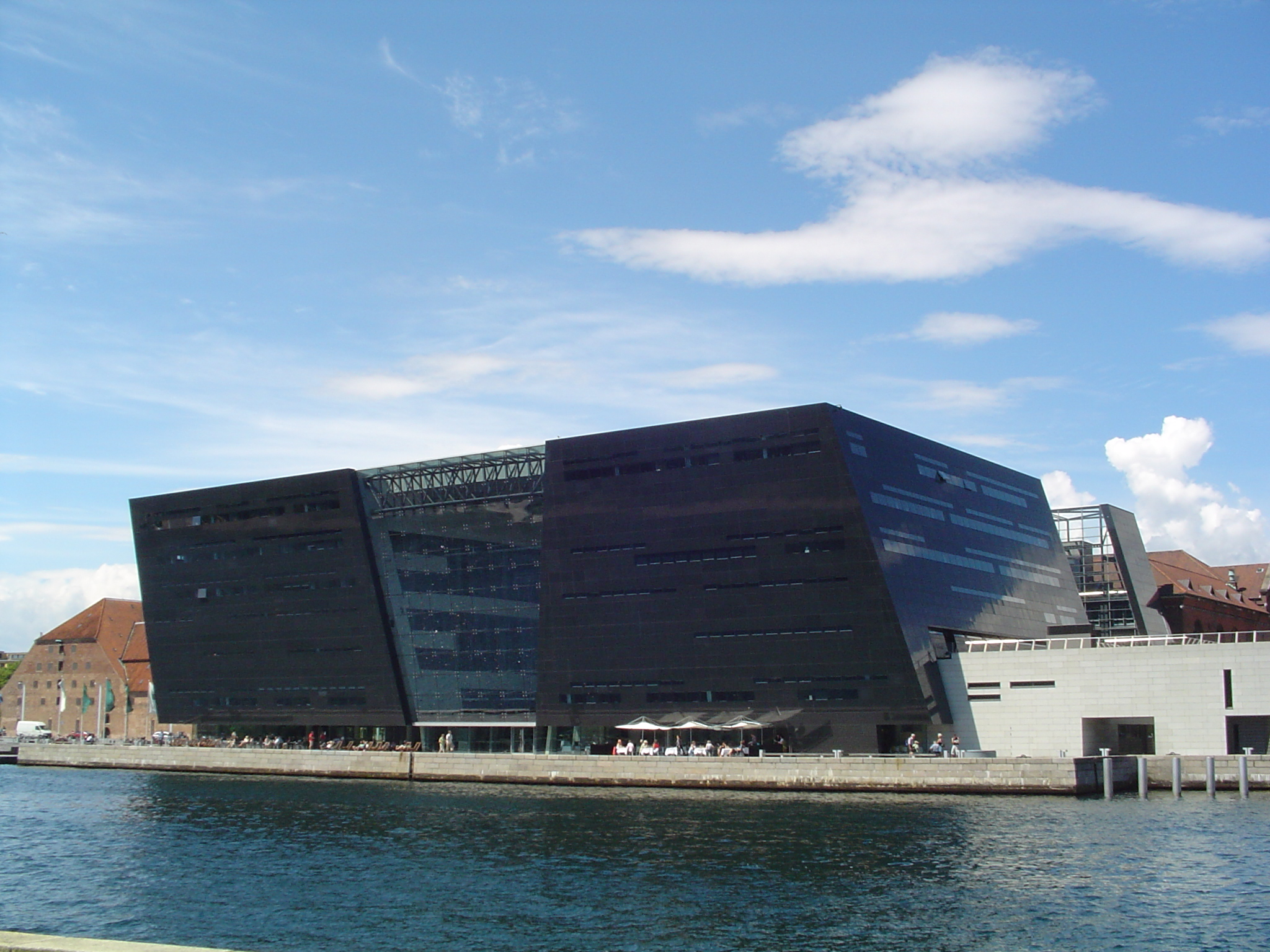
Den Sorte Diamant i Köpenhamn.

Efter elva år av borgerligt styre av Danmark, tillträdde en koalitionsregering mellan Socialdemokraterne, Radikale Venstre, Kristeligt Folkeparti och Centrum-Demokraterne under ledning av socialdemokraternas partiledare, Poul Nyrup Rasmussen. I denna regering utsågs Jytte Hilden till landets nya kulturminister. Hon kom att utmärka sig som en kontroversiell politiker som skapade debatt inom kulturområdet. Det gjorde hon bland annat genom att i en intervju konstatera att kultur också omfattar sport, porr, morgonöl (danska: morgenbajer) och porslin med måsmotiv (da: mågestel). Jyllands-Postens ledarskribent benämnde det som en "skandal" och partikollegan Søren Hansen riktade skarp kritik mot henne. Hilden menade även att kockar borde få stöd från Statens Kunstfond, eftersom mat enligt henne också var en del av kulturen. Hon kom att väcka än mer uppseende då hon dök upp på en offentlig tillställning iförd cykelshorts. Även hennes följande uttalande kom att väcka uppståndelse:
| ” | Med sport har jag det som med porr, det är roligt att vara med men det är tråkigt att titta på. | „ |

Dock kom Hilden att prägla kulturen i Danmark även på andra vis. Ett av hennes mest kända initiativ som kulturminister var utbyggnaden av Det Kongelige Bibliotek i Köpenhamn. Det var hon som hade utlyst en tävling bland arkitekter från hela världen till att forma den nya byggnaden, och hon var med och utsåg den firma som fick uppdraget, det danskägda Schmidt Hammer Lassen Architects. Hon kom vid färdigbyggandet 1999 att ge bibliotekets nya del namnet Den Sorte Diamant, den svarta diamanten.
Vid sitt tillträdande som minister lät Hilden bilda en ny tankesmedja, kallad krystalkuglen (sv: kristallkulan), som fick till uppgift att ge visioner om "framtidens kulturpolitik". Hon startade även projektet Kulturens Politik som under ledning av kultursociologen Peter Duelund resulterade i en bokserie bestående av 17 böcker. Dessa böcker beskrev var för sig olika delar av utvecklingen av den danska kulturpolitiken och kulturlivet sedan kulturministeriet inrättades 1961, och var ett led i Hildens strävan efter att skapa en kulturpolitisk debatt.

#### Arbetet inom kulturlagstiftningen
Bland Hildens övriga kulturpolitiska arbete inom lagstiftningsområdet kan nämnas införandet "lagen om litteratur", vilket innebar ett etablerande av ett litteraturråd med uppdrag att främja dansk litteratur och dess utbredning i utlandet, samt ökad ekonomisk frihet till TV-kanalerna DR och TV2 (vilket innebar att de båda TV-bolagen kunde starta nya bolag och tillföra dem ekonomiska medel, samt ta lån på marknadsekonomiska villkor) och ersättandet av filmcensuren med ett medieråd för barn och unga. Den sistnämnda lagen kompletterades med en lag om att alla videofilmer genom märkning skulle upplysa hur pass lämpliga de (enligt Statens Filmcensur) var för barn och unga under 12 respektive 16 år. Hilden hade även på förslag att stycka upp DR i två självständiga bolag, en för TV-produktionen och en för radioproduktionen, för att konkurrensen dem emellan skulle förbättra kvaliteten i de båda bolagens produktion. Det blev dock ingen verklighet av förslaget. Dock genomfördes andra förändringar, bland annat fick både DR och TV2 möjlighet att sända via satellit efter ändringar i lagen om radio- och TV-verksamhet år 1996.
Efter Hildens förslag gjordes den danska kulturfonden, som gav ekonomiskt stöd till olika kulturella aktiviteter, såväl traditionella och folkliga sådana som otraditionella dito, till en permanent inrättning 1993. Dock begränsade sig arbetet inte enbart till frågor inom kulturlagstiftningen och 1995 satte Hilden igång ett projekt som gick ut på att utveckla kulturen på regional nivå. Nio lokalområden och regioner valdes ut och tilldelades ekonomi, ansvar och kompetens inom kulturområdet. Projektet var från början inriktat på professionell konst, men utvecklades sedan i vissa regioner till att också omfatta amatörer inom kulturområdet. Även idrottsfrågor låg på Hildens bord, och 1994 utredde hon dansk idrottsforskning på begäran av Idrættens Forskningsråd, vilket fick ökat anslag pengar och en förnyad struktur.

#### Hilden and the Hackers
I februari 1996 offentliggjordes ett debattinlägg i den danska arbetarrörelsens tidning, Aktuelt. Debattinlägget kom från gruppen Hilden and the Hackers, som förutom Hilden bestod av framträdande socialdemokrater som Pia Gjellerup och Erling Olsen. I debattinlägget argumenterade gruppen för att den offentliga välfärden fortsatt skulle baseras på offentlig planering, kontroll och betalning, men att det borde vara möjligt att låta tjänsterna utföras av både offentliga och privata aktörer. Förslaget stötte på kritik från både borgerliga och traditionellt socialdemokratiska politiker. Statsminister Poul Nyrup Rasmussen avvisade förslaget och fastslog att välfärden fortsatt skulle vara en offentligt angelägenhet, och Hardy Hansen, ledare för fackföreningen Specialarbejderforbundet i Danmark (nu Fagligt Fælles Forbund), benämnde gruppen som klassförrädare.

### Forskningsminister 1996–1998

#### Förberedelser inför IT-åldern
Efter en ommöblering av regeringen 1996 utsågs Jytte Hilden till ny forskningsminister. Med tanke på Hildens bakgrund som utbildad ingenjör och forskare, var detta ett ministerämbete som hon hade facklig kompetens till. Hennes mandatperiod kännetecknades av den informationsteknologiska utvecklingen som det danska samhället var mitt uppe i, och hon blev därmed en del av den. Under våren 1997 utgav hon redogörelsen Autoriteter står for fald, i vilken hon angav ett antal mål och visioner inom det IT-politiska området inför millennieskiftet. Till dessa hörde bl.a. formulerandet av "IT-rättigheter", som skulle säkra de medborgerliga rättigheterna även i det antågande informationssamhället. Vidare innehöll det mål om att de offentliga myndigheterna innan år 1998 skulle ha upprättat egna hemsidor och att statliga institutioner skulle följa detta exempel, samt att alla danska medborgare skulle säkras lika tillgång till datorer och internet. Hildens redogörelse följdes upp på hösten samma år av regeringens IT-politiska handlingsplan, Handling gi'r forvandling, som innehöll redogörelser om de 38 initiativ som regeringen hade för syfte att vidta. Dessa byggde på Hildens redogörelse och blev en del av finanslagstiftningen för perioden 1998-2001, då den tilldelades 264 miljoner danska kronor av de 2534 miljoner kronor som tilldelades forskningsministeriet som helhet. Bland övriga forskningspolitiska initiativ inom finanslagstiftningen för 1998–2001 kan nämnas projektet Kyst til kyst, som genom förbättring av det utbildnings-, forsknings- och arbetsmarknadsmässiga samarbetet med Sverige skulle förbättra mobiliteten och samarbetet mellan forskare i Öresundsregionen. Vidare ingick en nationell satsning på bioteknologisk forskning, forskning inom välfärd och arbetsmarknad samt forskning inom miljö och hälsa.
Samma vår som Hilden utgav Autoriteter står for fald gav hon också ut debattupplägget Hvorfor forsker? - Karrierevej eller blindgyde. I denna redovisade hon sina tankar och idéer om hur man skulle få flera av ungdomarna att tilltalas av att välja en karriär inom forskningen. Enligt Hilden var det exempelvis svårt för unga människor, isär unga kvinnor, att kombinera en forskarkarriär med familjeliv och fritid. Hilden ansåg därmed att forskarkarriären borde kunna anpassas till människors önskan om att leva som "hela människor". Hon för därefter diskussionen vidare och menar att kvinnorna därmed är en outnyttjad resurs inom forskningen, och att man borde överväga att öronmärka forskarämbeten till kvinnor för att de skulle kunna stå sig i konkurrensen mot sina manliga motsvarigheter. Bland övriga förslag var forskaranställningar på deltid samt möjligheten att avlägga en doktorsexamen på halvtid. Andra aspekter som Hilden nämnde i samband med frågan om varför ett otillräckligt antal ungdomar valde att arbeta som forskare var att: 1) Lönen för doktorander var lägre än för deras jämnåriga i arbetslivet, 2) För många doktorander gick det en lång tid, ofta flera år, innan de fick en fast anställning som forskare, samt 3) Att många forskare inte trivdes med arbetsmiljön, som präglades av ensamarbete och många gånger var en form av "social isolering". På hösten 1997 följde Hilden delvis upp sitt debattupplägg, genom att sätta igång ett projekt tillsammans med undervisningsminister Ole Vig Jensen (Radikale Venstre), som hade som mål att inspirera ungdomar att bli forskare. Ungdomarna valdes ut från gymnasieskolor, handelsskolor och tekniska skolor i hela Danmark och de fick träffa forskare och delta i olika projekt.
År 1997 lade Hilden fram ett förslag om att alla elever i den danska folkskolan (runt 600 000 åren 1997/1998) skulle tilldelas en dator utan kostnad. Hon hade utarbetat en plan i tre steg för verkställandet av förslaget; 1) först skulle alla lärarstuderande vid landets lärarseminarier tilldelas en dator, 2) ett år efter detta skulle samtliga av landets lärare tilldelas en dator och 3) efter ett antal år skulle samtliga av alla landets elever tilldelas en dator. Den totala kostnaden hamnade på ungefär fem miljarder danska kronor, men Hilden menade att kostnaden inte var för stor och motiverade: "Då det fattiga Danmark fick en ny skollag 1958 så hade vi råd att bygga stora centralskolor över hela landet, så självklart har nutidens rika Danmark råd till att säkra sina unga tillgång till datorer." Hon satte även igång ett utvecklingsprojekt för att datorer skulle ges syntetiskt, danskt, tal. Projektet genomfördes bl.a. i åtanke på människor med synskador, lässvårigheter eller kommunikationsproblem, men Hilden menade att det även hade en stor betydelse av praktiska, kulturella och sociala skäl för alla danskar och att kommunikation genom tal och hörsel kommer att bli den naturliga vägen att kommunicera på genom teknologin.

#### FREJA-programmet och Hildens 11-punktsplan
En stor del av Hildens arbete som forskningsminister lades på att förbättra jämställdheten mellan män och kvinnor inom forskningen. Hildens satsningar för jämställdhet inom forskarvärlden kom dock möta en del hinder. Hildens föregångare som forskningsminister, Frank Jensen, hade låtit upprätta ett forskningsråd, bestående av flera utskott som representerade olika områden inom dansk forskning, som skulle fungera som bl.a. rådgivande organ för folketinget och ministrarna i frågor rörande forskning. Hilden byggde vidare på denna lag och lät istället upprätta sex statliga forskningsråd och ett tillhörande forskningsforum. Forskningsforumet skulle bestå av representanter från alla forskningsråden, oftast deras ordföranden, och dessutom av personer som forskningsministern utsåg, för att främja tvärvetenskaplig forskning. Utöver detta krävde lagen, efter Hildens ändringar, att forskningsråden dessutom utsåg en person av motsatt kön, oftast kvinnor i de flesta av råden, som var kapabel att verka som representant i forskningsforumet för respektive råd, vilket skapade problem. Representanter för forskarråden påstod att en representant i forskningsforumet som inte var rådsordförande skulle skapa ett så kallat "dubbelt ordförandeskap" samt dubbelarbete och svårigheter om inte det blev ordförandena som blev representanter i forskningsforumet på grund av jämställdhetsprincipen. Hilden bad forskarråden att lösa problemen på egen hand och samtidigt fasthålla vid jämställdhetsprincipen, vilket också blev fallet och Hilden fick igenom sin jämställdhetspolitik trots svårigheterna.
Hilden engagerade sig även för att stödja kvinnliga forskare, bland annat genom att i 1998 års finansbudget avsätta 78 miljoner danska kronor till att främja kvinnliga forskare och deras forskning i det så kallade FREJA-programmet (Female Researchers in Joint Action) 1998–2001. Detta program fick en återupplivad uppmärksamhet 2008, då Enhedslistens forskningspolitiska ordförande Johanne Schmidt Nielsen föreslog att FREJA-programmet skulle återinföras permanent för att jämna ut könsfördelningen inom forskningen. Förslaget avvisades dock från regeringspartiet Venstres forskningspolitiska ordförande i folketinget, Rikke Hvilshøj. Utöver FREJA-programmet utarbetade Hilden också en plan på elva punkter som skulle öka jämställdheten mellan könen inom forskningen. Planen presenterades på en konferens på Aalborg Universitet för representanter inom universitets- och forskarvärlden. Några av dess punkter lade vikt vid en högre prioriterad könsforskning, harmoni mellan familjeliv och forskarkarriär samt en föräldraledighetsfond till både män och kvinnor. Hilden lade en viss vikt vid harmonin mellan familjeliv och forskarkarriär, då reglerna endast tillät anställning som forskare efter ett visst antal år i tjänst, vilket enligt henne kunde bli ett hinder om man hade barn. I arbetet för jämställdhet gick en av de elva punkterna ut på att säkra ett visst antal kvinnliga professorer vid forskningsinstitutionerna. Enligt Hilden hade det varit "för mycket snack" och hög tid till att göra någonting åt underrepresentationen av kvinnliga professorer. Denna plan för jämställdhet inom forskningen mötte kritik inom regeringen från undervisningsminister Ole Vig Jensen, som menade att ojämnheter i könsfördelningen vad gäller andelen forskare endast var ett problem om det var ett bestående problem. Han var också kritisk gentemot den könskvotering, i form av forskarställningar reserverade för enbart kvinnor, som Hilden försökte införa och menade att kvinnorna kunde hävda sig själva.
Dock slutade inte de jämställdhetspolitiska problemen med forskningsråden. Enligt en undersökning som gjordes av forskningsministeriet diskriminerades kvinnliga forskare av forskningsråden när de ansökte om ekonomiska medel till sina forskningsprojekt. Denna undersökning tillkom efter att en liknande undersökning från Sverige påvisade att de svenska motsvarigheterna till forskningsråden oftast gav ekonomiska medel till manliga forskare med kontakter som gagnade dem. Hilden benämnde det som; "chockerande att en sektor, som är en spjutspets när det gäller nyfikenhet, drömmar och önskningar om framtiden, är så traditionell." Hon menade även på att forskningsvärlden haltade efter bankerna, affärslivet och folketinget när det kom till jämställdhet och bekämpning av diskriminering mellan könen. Hilden tillsatte därmed ett jämställdhetsutskott under ledning av socialdemokraten Sonja Mikkelsen, som var medlem av folketingets forskningsutskott. Utskottet hade till uppdrag att följa upp den jämställdhetsdebatt som blossade upp under hösten 1997 i samband med utgivningen av forskningsministeriets rapport om diskriminering av kvinnliga forskare. Också Hildens plan på 11 punkter för ökad jämställdhet ingick i utredningen och utskottet hade till uppdrag att komma med ytterligare förslag på för hur könsfördelningen skulle utjämnas inom forskningen.

#### År 2000-problemet och Hildens avgång
Under Hildens tid som forskningsminister florerade det så kallade år 2000-problemet, som innebar att designfel i datorernas datahantering kunde få elektroniska system att bryta samman. Det hade sin grund i att äldre datorer endast lagrade de två sista siffrorna av ett årtal, vilket innebar att datorerna inte skulle kunna skilja på år 1900 och år 2000. Det var ett problem som ansågs kunna leda till ett sammanbrott av värme- och elförsörjning, sjukhusapparatur, telefoni och infrastruktur. Hilden lade därmed fram den så kallade "2000-planen" som bestod av sju initiativ. Enligt Hilden baserade sig dessa initiativ på verksamheternas frivilliga deltagande och deras eget ansvar för att lösa datorproblemen inom den egna verksamheten. Några av initiativen innebar exempelvis att de nationella problemen med datorerna skulle lösas i ett forum där företag, verksamheter och konsumentrådet inviterades, att ett sekretariat bildades för att vägleda de berörda verksamheterna i hur dataproblemen skulle lösas (vilket fick stöd av alla folketingets partier i finansutskottet) samt att alla nya tele- och elektronikvaror i handeln skulle tilldelas en "år 2000-beredd"-märkning efter att de uppfyllt vissa krav.
Vid valet till folketinget 1998 blev inte Jytte Hilden invald, trots en framgång för Socialdemokraterne, och valde därmed att lämna sitt ministerämbete till förmån för partikamraten Jan Trøjborg. Enligt henne själv berodde hennes valnederlag på att partiet inte förde en tillräckligt energisk kampanj för henne. Hon meddelade därefter att hon i framtiden inte skulle ställa upp till folketingsvalen. En kort tid efter sin avgång utpekade näringsminister Pia Gjellerup Hilden till ny ordförande för en nybildad entreprenörsfond, kallad Pionerakademiet, och hon tilldelades ett kontor vid Erhvervsfremmestyrelsen. Fonden hade till uppgift att främja företagarkulturen genom att dela ut stipendier, legat och andra ekonomiska medel till unga entreprenörer. Sedan 1998 får Hilden en ministerpension på 15 279 danska kronor i månaden utöver den pension som hon får från folketinget. År 2000 blev Hilden tillfrågad om hon ville återuppta sin politiska karriär i folketinget. Anledningen var att partikollegan Carsten Koch lämnade folketinget och en ersättare behövde utses. Valet av ersättare skulle således stå mellan läraren Thomas Adelskov och Jytte Hilden, men Hilden avvisade erbjudandet med att hon funnit sitt "drömjobb" som kulturchef vid Det Kongelige Bibliotek. Hon har härefter anslutit sig till Forhenværende Folketingsmedlemmers Forening, en förening för alla tidigare medlemmar av folketinget.

## 1998 och framåt

### Tiden på DR
Under en kort period 1998 var Hilden anställd som journalist på DR:s TV-produktion, där hon var medarbetare i TV-värden Reimer Bos självbetitlade debattprogram. Hon blev dock förbjuden att arbeta vidare innan hennes kontrakt med DR ens hade löpt ut, vilket antas ha berott på att hon inte angav för sin nya arbetsgivare att hon satt med i styrelsen för telefon- och internetbolaget Telepartner. Ärendet utvecklade sig till en mindre skandal då just Reimer Bos debattprogram tog upp internetbolaget Jubii i samband med en debatt om barnpornografi, där det framgick att Telepartner tidigare hade försökt att köpa upp Jubii. Hildens anknytning till Telepartner blev inte känt för DR förrän tabloidtidningen Ekstra Bladet tog upp det och dessutom nämnde hennes förbindelse med bolagets två ägare, de omstridda finansmännen Aldo Petersen och Peter Forchhammer. Hilden lämnade härefter sin plats i bolagets styrelse och lämnade sedan DR efter att kontraktet löpte ut i slutet av 1998.

### Hildens arbete rörande kvinnor, invandrare & forskning
Efter att Hilden lämnat politiken och DR utgavs 1998:års Unicef-bok, vars tema det året gick under orden "en hyllning till barnet i oss alla", i vilken Hilden var en av dem som gav ett bidrag om sin barndom. I början av 1999 var Hilden initiativtagare till en Simone de Beauvoir-klubb som blev en del av Kvindeligt Selskab. Det var ett diskussionsforum som utgick ifrån läsning av den existentiella filosofen Simone de Beauvoirs verk. Efter att tre diskussionkvällar hade arrangerats visade sig klubben vara en succé och ytterligare tre diskussionskvällar anordnades. Hildens kvinnopolitiska arbete under 1999 kan dock antas ha nått sin kulmen då hon blev initiativtagare till instiftandet av Nina Bang-priset. Priset instiftades till 75-årsminnet av världens första kvinnliga minister, danskan Nina Bang, och tilldelas lovande kvinnor inom politiken. 1999 års pristagare blev Christine Antorini från Socialistisk Folkeparti (nu socialdemokrat). Hilden blev samma år anställd som kulturchef vid Det Kongelige Bibliotek. Hon valde sedan att säga upp sig 2003, då hon ansåg sig ha fullgjort sin uppgift, och blev istället bibliotekets kulturkonsult. Som sådan har hon varit ledande inom bibliotekets projekt att återutge några av H.C. Andersens berättelser på arabiska, turkiska, bosniska, urdu, somaliska och farsi. Projektet hade som mål att göra H.C. Andersens berättelser tillgängliga för landets invandrare på deras egna språk och introducera dem för Danmarks berättelsekultur. Enligt Hilden skulle också invandrare ha del i det danska kulturarvet och menade att "det stärker demokratin och sammanhanget i samhället när alla känner till våra klassiker". Hon uttryckte även en dröm om att kunna få göra ett liknande projekt med andra länders berättelser och göra dem tillgängliga på danska för danska barn och vuxna.
Hilden har fortsatt att vara engagerad inom forskningspolitiken även efter sin avgång som minister. Hon har bl.a. varit medlem i en tankesmedja, tillsatt av dåvarande forskningsminister Helge Sander (Venstre), som 2003 tilldelades uppdraget att utreda förståelsen för forskningens betydelse i samhället. Även det kulturpolitiska arbetet utanför Det Kongelige Bibliotek fortsätter. Den 1 juli 2007 efterträdde Hilden Nils Foss som ordförande för Betty Nansen Teaterns styrelse. Samma år blev hon en del av ett projekt för helårsturism i Odsherred/Nordvestsjælland (Kalundborg och Holbæk kommuner). Hon blev utsedd till ordförande för projektets inspiratörsgrupp, som har till uppgift att komma med förslag och synpunkter på utvecklingen av turistnäringen.

### Övrigt
Under år 2007 framkom det att ett stort antal politiker i Danmark inte hade betalat skatt på en extraförmån från folketinget. Extraförmånen var ett gratis tågkort till första klass hos Danske Statsbaner (DSB), som erbjuds alla politiker som suttit mer än 12 år i folketinget och den är giltig för resten av deras liv. Jytte Hilden var en av de berörda politikerna och använde kortet ofta då hon skulle hålla föredrag eller promovera en bok. Skatteärendet berodde på folketinget, som sedan 1994 hade felinformerat de berörda politikerna om att de inte behövde betala någon skatt för kortet. De berörda politikerna hade därmed sluppit betala skatt på upp till 50 000 danska kronor årligen. Utöver Hilden var bland andra Poul Schlüter, Kaj Ikast och Karen Jespersen berörda av skatteärendet.
Hilden har på senare år varit verksam som föredragshållare. Hon har bl.a. givit föreläsningar under titlar som Magtens tredeling med folketing, regering og højesteret, Fra bisp Absalon via håndfæstninger og enevælde til grundloven och Kongelige fruer, elskerinder og dagens politiske kronprinsesser. Hon håller även i debatter i olika politiska teman, med titlar som Sådan fungerer folkestyret, Markante politiske personer siden 1945 och Minister på øretævernes holdeplads.
2008 blev Hilden ordförande för den då nystartade centrum-vänster tankesmedjan CEVEA, som bildades för att utgöra en motpol till den liberala tankesmedjan CEPOS. Utöver Hilden sitter även före detta partiledaren för Centrum-Demokraterne, Mimi Jakobsen, med i styrelsen. I tankesmedjans rådgivande organ sitter bland andra den tidigare partiledaren för Radikale Venstre, Marianne Jelved, och Hildens exmake Mogens Lykketoft.
Hilden gjorde en gång en uppmärksammad invigning av Roskildefestivalen och uttryckte en hyllning till festivalens ledare i 30 år, Leif Skov, med orden: "De är tre som betyder något i Danmark: Drottning Margrethe, Den lille havfrue och Leif Skov."

## Övriga förtroendeposter
- Ordförande för Seniorer Uden Grænser i huvudstadsregionen (2005–)
- Medlem av representantskapet för Det Danske Kulturinstitut
- Styrelsemedlem av ECMI
- Ordförande för pressbyrån Børne- og Ungdomspressen (1985–1988)
- Inspektör av Folketingets Bibliotek- og Oplysningstjeneste (1986)
- Styrelsemedlem av Magistrenes Arbejdsløshedskasse (1975–1977)